# ملعب شاه عالم

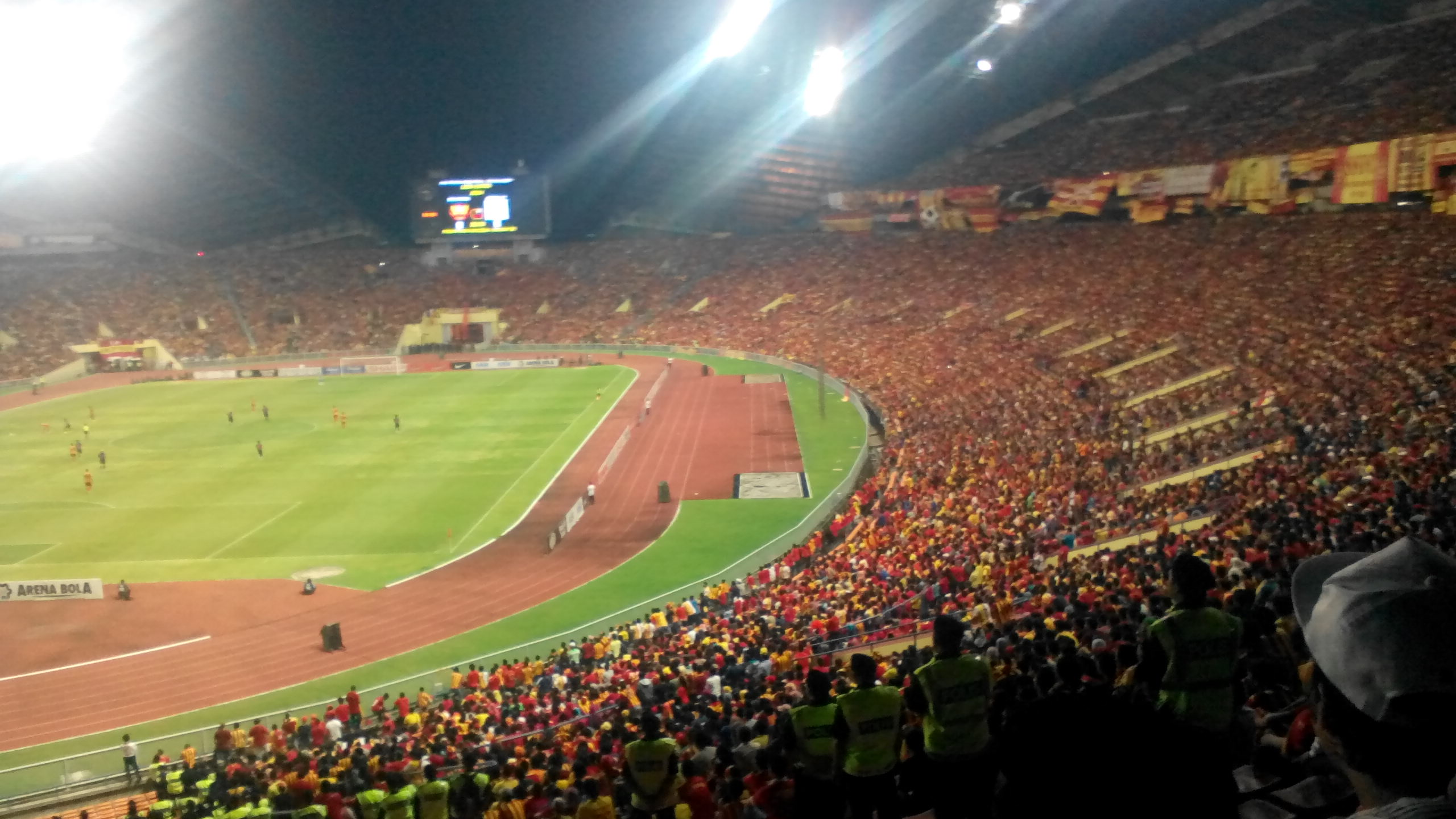
ملعب شاه عالم ليلاً

ملعب شاه عالم يقع في مدينة شاه عالم في ماليزيا تم بناؤه عام 1991، وافتتح رسميا عام 1994. يتسع لنحو 80,000 متفرج وهو ملعب متعدد الاستخدامات. و من أهم استخداماته الأخيرة إقامة مباراة برشلونة ونجوم الدوري الماليزي سنة 2013.

## وصلات خارجية
- World Football Stadiums page
- City Karting